# مجیدلو
مجیدلو روستایی است که در استان اردبیل، شهرستان گرمی، بخش مرکزی، دهستان اجارودغربی قرار دارد.

## جمعیت
بر اساس سرشماری سال ۱۳۸۵ جمعیت این روستا ۲۴۴ نفر با ۵۴ خانوار بوده‌است.